# A Real Hero
A Real Hero est une chanson du chanteur français d'electronica College  en collaboration avec Electric Youth, sortie en 2010. La chanson est incluse comme onzième piste du premier album studio d'Electric Youth, Innerworld (en). La piste est utilisée comme bande originale du film Drive, sorti en 2011, réalisé par Nicolas Winding Refn. 

## Production

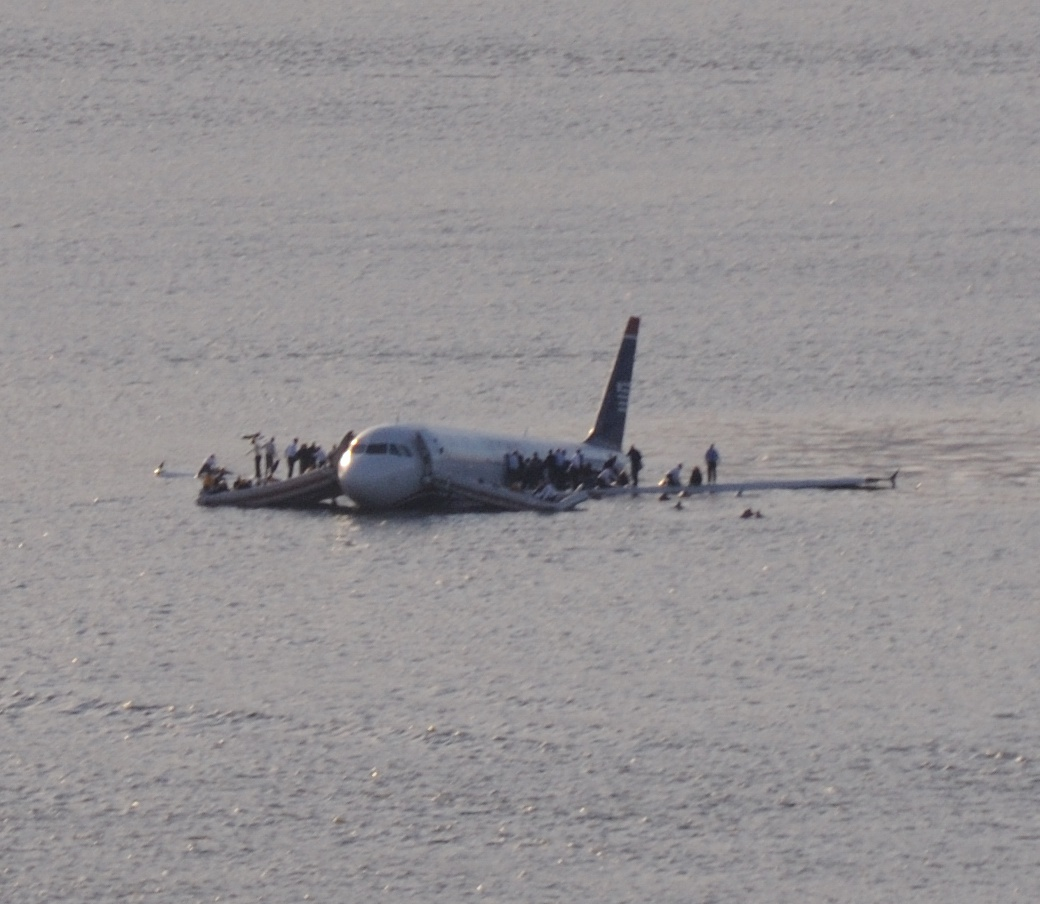
L'incident du vol US Airways 1549 a été une inspiration pour la chanson.

Le leader d'Electric Youth, Austin Garrick (en), ainsi que David Grellier, citent des inspirations distinctes pour la production de la chanson. 
Garrick est inspiré par une citation de son grand-père au sujet du pilote Chesley Sullenberger après l'incident du vol US Airways 1549,. Il qualifie alors Sullenberger de "véritable être humain et un vrai héros", ce qui deviendra le refrain la chanson. Le deuxième couplet de la chanson, qui comprend la ligne « 155 personnes à bord », fait directement référence aux 155 survivants de l'US 1549. 
Grellier, quant à lui, s'est inspiré du cinéma, en particulier du personnage Max Rockatansky de la série Mad Max. Grellier déclare qu'il "voulait rendre hommage à ce héros solitaire que l'on voit dans des films comme Mad Max. Des gens qui font leur propre choix et essaient de sauver des vies. Je veux rendre un hommage." Le premier couplet de la chanson va dans ce sens et pourrait être considéré comme à propos de Mad Max lui-même, bien qu'il puisse également s'agir de Sullenberger.

## Reprises
- Le groupe de rock indépendant Alt-J sort une reprise de la chanson pour leur EP iTunes Session le 16 avril 2013 via Atlantic Records[5].
- Le groupe de pop indépendant Smallpools (en) sort une reprise de la chanson le 12 mai 2015 via RCA Records et Sony Music Entertainment [6]. La reprise est téléchargeable sur la plate-forme de distribution audio SoundCloud le 13 mai[7].

- La chanson est également reprise par le groupe de rock indépendant High Highs (en) pour leur album Open Season, sorti le 29 janvier 2013. Il est aussi présenté comme un single et sorti le 13 septembre 2013.

## Artistes
- Bronwyn Griffin - chant
- Austin Garrick (en) - production, écriture
- David Grellier - production

## Réception
| Pays        | Date            | Format                   | Étiquette |
| ----------- | --------------- | ------------------------ | --------- |
| France      | 11 janvier 2010 | Téléchargement numérique | Valerie   |
| Royaume-Uni | 11 janvier 2010 | Téléchargement numérique | Valerie   |
| États-Unis  | 11 janvier 2010 | Téléchargement numérique | Valerie   |

Le magazine Spin nomme A Real Hero l'une des 20 meilleures chansons de 2011. La chanson est nommée pour un MTV Movie Award en 2012 dans la catégorie «Meilleure musique». 

## Dans la culture populaire
- La chanson est le thème principal du film de 2011 Drive[3],[13] et dans le film de 2012 Taken 2[14].